# Meliboeus kabakovi
Meliboeus kabakovi es una especie de escarabajo del género Meliboeus, familia Buprestidae. Fue descrita científicamente por Alexeev in Alexeev, et al. en 1992.